# Eksklusivaftale
 Denne artikel omhandler overvejende eller alene danske forhold. Hjælp gerne med at gøre artiklen mere almen.
En eksklusivaftale er i arbejdsmarkedssammenhænge en aftale som forpligter en arbejdsgiver til eksklusivt eller fortrinsvist at ansætte arbejdere fra en bestemt fagforening eller arbejdsløshedskasse. Eksklusivaftaler har siden 2006, med visse undtagelser, været forbudt ved lov. 
Eksklusivaftaler har således en variant kendt som fortrinsklausuler. 
I 1966 underkendte Højesteret (U.1967.58H) med dommerstemmerne 5-2 en overenskomsts fortrinsklausul vedrørende medlemskab af en bestemt A-kasse. Rettens flertal fandt at der ikke var "oplyst fornøden begrundelse for en forskelsbehandling af kasserne fra offentlige myndigheders eller institutioners side".
Før 2006 antog DA at mindst 230.000 danske lønmodtagere arbejdede på virksomheder, der havde en overenskomst, der inkluderede en eksklusivaftale i relation til faglig organisering. (citeret i præmis 24 i Sørensen og Rasmussen-dommen). 
Den Europæiske Menneskerettighedsdomstol kendte d. 11. januar 2006 arbejdsretlige eksklusivaftaler i strid med Den Europæiske Menneskerettighedskonventions artikel 11, der vedrører forsamlings- og foreningsfriheden. Det skete i sagen Sørensen og Rasmussen mod Danmark. I konsekvens heraf vedtog Folketinget i foråret 2006 en justering af reglerne i foreningsfrihedsloven (lov om foreningsfrihed på arbejdsmarkedet), således at ekslusivklausuler (med enkelte undtagelser) gjordes ulovlige. 
Fjernelsen af eksklusivaftaler havde central betydning for væksten hos de gule fagforeninger. 
I praksis har begrebet dog fortsat betydning, idet pres fra kollegaer, tillidsmand, eller andre kan forekomme.